# Apurinã
Gli Apurinã (o anche Popengare) sono un gruppo etnico del Brasile che ha una popolazione stimata in circa 3.256 individui (2006). Parlano la lingua Apurina (codice ISO 639: APU) e sono principalmente di fede animista.

## Il nome
Apurinã, o nella sua forma più antica, Ipuriná, è una parola dalla lingua Jamamadi. Il gruppo si auto-identifica con la parola "popũkare". Altri testi si riferiscono alla vecchia parola "kãkite" come termine auto-identificativo. Kãkite significa "popolo" ma, secondo alcuni Apurinã, kãkite significa semplicemente "gente", ossia un termine che comprende tutta la specie umana.

## Insediamenti
Vivono negli stati di Amazonas e Acre, lungo il fiume Purus, da Rio Branco a Manaus.
Gli Apurinã abitano in 27 territori indigeni; venti di questi sono stati completamente delimitati e registrati a livello ufficiale, tre sono stati marcati a loro esclusivo utilizzo mentre quattro aree sono in fase di studio di identificazione. La superficie totale comprende 1.819.502 ettari. Di queste aree due sono condivise con i Paumari del lago Paricá e con i Paumari del lago Marahã e uno con i Torá. Ma molti vivono al di fuori delle terra indigene ufficialmente riconosciute agli Apurinã oppure in territori non ufficialmente riconosciuti. Questa dispersione migratoria comporta una difficoltà oggettiva nello stabilire con precisione il numero effettivo della popolazione che dovrebbe essere sensibilmente maggiore di quello ufficialmente stabilito dalla Fundação Nacional de Saúde.

## Storia
I primi viaggiatori e missionari che salirono il fiume Purus nella seconda metà del XIX secolo, riferirono i componenti di questo gruppo etnico, sebbene vivessero relativamente lontano dal fiume, si recavano regolarmente sulle sue rive per battute di pesca e per cacciare tartarughe. Quando giunsero i primi colonizzatori, molti Apurinã si ritirarono verso zone più interne, sulle rive degli affluenti del Purus, mentre altri piccoli sparuti gruppi si dedicarono in particolar modo alla coltivazione del caucciù.